# Obsedantně-kompulzivní porucha
Obsedantně-kompulzivní porucha (lat. sedo sedět, doslova posedlost; lat. compello, compulsum pohánět), zkratkou OCD (z angl. obsessive-compulsive disorder) je neurotická duševní porucha, při které člověka trápí opakované vtíravé myšlenky (nazývané „obsese“) nebo cítí potřebu opakovaně provádět určité rituály (nazývané „kompulze“) v míře, která vyvolává strach nebo zhoršuje obecné fungování člověka. Obsese jsou nechtěné, vtíravé, opakující se a neodbytné myšlenky, které se znovu a znovu vnucují do mysli člověka. Naproti tomu kompulze znamenají nutkavé, opakující se jednání či chování člověka. Mezi běžné kompulze patří mytí rukou, počítání věcí nebo kontrolování zamčení dveří. K těmto činnostem dochází tak často, že je negativně ovlivněn každodenní život člověka. Kompulze obvykle zabírají více než hodinu denně. Většina dospělých s OCD si uvědomuje, že jejich chování nedává smysl. Postižení se většinou zdráhají vyhledat pomoc, neboť své potíže sami vnímají jako podivné a stydí se za ně.
Příčina zatím není známá. Zdá se však, že existují určité genetické komponenty, přičemž obě identická dvojčata jsou k poruše náchylnější než neidentická dvojčata. Mezi rizikové faktory patří událost vyvolávající stres. Bylo zjištěno, že k některým případům došlo po infekcích. Diagnóza je založena na příznacích a vyžaduje vyloučení jiných příčin souvisejících s drogami nebo lékařskými onemocněními. K hodnocení závažnosti lze použít hodnotící stupnice, jako je Yaleova–Brownova obsedantně kompulzivní stupnice (Y-BOCS). Mezi další poruchy s podobnými příznaky patří úzkostná porucha, depresivní porucha, poruchy příjmu potravy, tikové poruchy a obsedantně-kompulzivní porucha osobnosti.
Léčba zahrnuje psychoterapii, jako je kognitivně behaviorální terapie (CBT), a někdy antidepresiva, na bázi zpětného vychytávání serotoninu (SSRI), nebo klomipramin. Při kognitivně behaviorální terapii je pacient vystaven tomu, co mu způsobuje problémy a následně je mu znemožněno učinit jeho opakované chování – kompulzi. Oproti tomu metakognitivní terapie podporuje rituální chování, aby změnila vztah k pacientovým myšlenkám. I když se zdá, že klomipramin funguje stejně dobře jako SSRI, má větší vedlejší účinky, a proto je obvykle vyhrazen jako léčba druhořadá. Antipsychotika mohou být užitečná, pokud se používají spolu s SSRI, ale jsou také spojena se zvýšeným rizikem nežádoucích účinků. Bez léčby tento stav často trvá i desítky let.
Obsedantně-kompulzivní porucha postihuje v určité fázi života přibližně 2,3 % lidí, zatímco ročně je to přibližně 1,2 %. První příznaky se objevují před 20. rokem života. OCD se objevuje ve stejné míře u mužů i u žen a vyskytuje se celosvětově. Fráze obsedantně-kompulzivní se někdy používá neformálním způsobem, který nesouvisí s OCD a popisuje někoho, kdo je například příliš pečlivý nebo perfekcionista.

## Náhled na OCD
OCD může být genetická. Rizkovými faktory jsou právě OCD v rodině či trauma z dětství. Příčinou může být také nadměrný stres.
Myšlení jedinců postižených OCD má stanovený řád, ze kterého je obtížné vybočit. Téměř každý jedinec postižený OCD vykazuje sobě vlastní, specifické fyzické projevy (rituály), či mají alespoň specifický průběh. Lidé, kteří trpí těžkou formou OCD, mají problémy s mezilidskou komunikací a jejich pracovní výkonnost je nízká.
Neřešená OCD může mít prohlubující se charakter a lidé, kteří OCD trpí, mohou mít obrovské změny nálad, strach z každodenních situací, strach z lidí a různých objektů. Existují případy lidí, u kterých byla diagnostikována a klasifikována OCD v natolik prohloubené formě, že jim zcela znemožňovala plnění jejich základních lidských potřeb.
OCD je léčitelná, ale ne vždy se správné léčby pacientovi dostává, a to ať už z nedostatečné znalosti nemoci daného lékaře, či z pacientova vlastního rozhodnutí nesvěřit se s potíží. Primárním cílem léčby kritické OCD je uschopnit jedince vykonávat své základní lidské potřeby, dalším cílem je potom uschopnit jedince socializaci. Primárním cílem léčby nekritické OCD je zcela vymýtit pacientovy obsese a kompulze.

## Popis
Někdy bývá zaměňovaná s OCPD (Obsedantně-kompulzivní poruchou osobnosti) a jinými úzkostnými poruchami.
Základním jednáním je kompulze, která se vyskytuje při situaci, kdy aby nepropadla v úzkost, chce osoba zabránit obsesi. Někteří trpí tak silnou a komplikovanou formou OCD, kdy mají ve svém životě problémy se sociální interakcí, životním řádem a citlivostí, která může být příčinou nebo následkem OCD. 
Jedinec, který má zvýšené OCD, provádí jednání obvykle tak, aby ho nepovažovali za psychicky nemocného. Pokud toto jednání osoba nedodrží, je automaticky vystavena obrovským hodnotám úzkosti a strachu. Při dalších krocích jedince OCD mizí. Většina dospělých s OCD si je vědoma toho, že jejich chování nedává smysl.
Někteří lidé trpí kompulzivním chováním jen část dne, ale většinou to bývá více než hodina. OCD má často za následek zvýšení stresu, ale jde o míru závažnosti. Někteří lidé měli OCD tak silné, že bylo těžko rozlišitelné od psychózy. OCD lze léčit psychoterapeuticky, farmakologicky, což jsou nejčastější postupy, v závažnějších případech se pak pokračuje neurologickou léčbou.

## Léčba
K léčbě obsedantně-kompulzivní poruchy se používá jak farmakoterapie (antidepresiva, nejčastěji SSRI) tak psychoterapie, například kognitivně-behaviorální terapie nebo skupinová terapie. Při kognitivně-behaviorální psychoterapii je pacient pozvolna vystavován situacím, které mu působí úzkost, a to dokud nedojde k poklesu úzkosti. Těmto situacím musí čelit, aniž by vykonal kompulzi. Účinnost KBT je asi 75 %. Kompulzí se pacient zbaví až po vyléčení obsesí.

## Vliv na život jedince
Tato porucha má také velký vliv na život jedince, zejména dítěte. Dítě se stává přecitlivělé na své okolí a často nezvládá ovládnout své emoce. OCD negativně ovlivňuje pozornost dítěte a značně ho omezuje ve škole. Dítě hůře snáší stres, je napjaté a může impulzivně reagovat. Jedinec je tolik zaneprázdněn svými obsesemi a kompulzemi, že pro učitele může působit jako nepozorný nebo líný. Dítě nemusí stíhat tempo učitele a třídy.  
Dříve nebo později si vrstevníci všimnou podivného chování dítěte a mohou ho začít šikanovat. Jedinec se začne vyhýbat spolužákům a tráví více času doma a ztrácí zájem o své koníčky. To vše má samozřejmě dopad na snížení sebevědomí dítěte. Dítě se lehko unaví, hůře usíná, a pokud má dítě strach z nákazy, tak jí jenom vybraná jídla. 

## Obsese a kompulze
Obsese je chorobně utkvělá představa, myšlenka. Z medicínského hlediska jsou to nutkavé jevy, nejčastěji myšlenky, popudy k jednání apod., které bezdůvodně ovládají mysl pacienta, i když se je snaží potlačit. Jsou automatické, časté, úzkostné, těžko kontrolovatelné; tyto myšlenky mohou být i absurdní. Typickými obsesemi jsou strach z vážné nemoci, zranění se či ublížení sobě nebo ostatním. Obsesí také může být strach z úmrtí někoho z blízkých. U lidí trpících obsesemi, které se týkají ublížení sobě nebo druhým, je však menší pravděpodobnost, že by to opravdu udělali než u průměrné osoby.
Kompulze je jednání, které osoba trpící OCD obvykle opakovaně vykonává, aby se zbavila obsese. Například u lidí, jejichž obsese se týkají bakterií nebo kontaminace, kompulze obvykle zahrnují opakované čištění a mytí nebo úzkostlivé vyhýbání se odpadkům a nepořádku. Obvyklými kompulzemi jsou také nadměrné shromažďování věcí, opakované dotýkání se objektů, počítání, opakování slov a frází, urovnávání věcí a další rituální chování.

## Diagnostická kritéria
- přítomnost obsesí, kompulzí či obojího
- obsese pacient považuje za svoje vlastní myšlenky
- pacient považuje obsese nebo kompulze za přehnané a nesmyslné (toto neplatí u dětí)[14]
- obsese nebo kompulze způsobují nadměrnou úzkost, zabírají více než hodinu denně nebo významně ovlivňují každodenní život a pracovní nebo sociální aktivity a vztahy
- obsese nebo kompulze nejsou důsledkem schizofrenie nebo poruchy nálady
- obsese nebo kompulze nejsou důsledkem jiné poruchy (trichotilomanie, poruchy příjmu potravy, hypochondrie)
- obsese nebo kompulze nejsou důsledkem užívání drog nebo léků

## Míra rozšíření
Celoživotní prevalence je u OCD kolem 2,3 %. OCD se vyskytuje po celém světě a po depresi je nejčastější psychickou poruchou. Je neobvyklé, když se příznaky poprvé objeví u lidí ve věku nad 35 let – u asi poloviny se příznaky objeví před dosažením 20 let. Vyskytuje se zhruba ve stejném poměru u mužů i žen.

## V kultuře
V díle autora Johna Greena Jedna želva za druhou trpí hlavní postava obsedantně-kompulzivní poruchou projevující se nutkavými myšlenkami na všudypřítomné bakterie C. diff. a strachem z nákazy. Stephen King napsal povídku „N.“ Hlavní hrdina povídky trpí OCD. Adam Silvera napsal dílo, ve kterém hlavní postava Griffin Jennings trpí obsedantně kompulzivní poruchou.
Ve filmech Lepší už to nebude či Letec trpí OCD hlavní hrdina v podání Jacka Nicholsona, respektive Leonarda DiCapria.
Osoby s poruchou OCD můžeme vidět i v seriálech jako je Můj přítel Monk v podání herce Tonyho Shalhouba nebo v seriálu Myšlenky zločince, kde si vraha trpícího OCD zahrál Alex O'Loughlin. Postava trpící OCD se objevuje i ve filmu Jack staví dům od dánského režiséra Lars von Triera, kde hlavní roli sehrál Matt Dillon či v americkém seriálu Glee; je to Emma Pillsbury, kterou ztvárnila Jayma Mays. V seriálu Kriminálka Miami trpí chemik Ryan Wolfe OCD, projevující se častým čištěním služebních zbraní. Další postavou s OCD je v seriálu Anger Management dcera Charlieho Goodsona, Sam Goodsonová, kterou ztvárnila Daniela Bobadilla. V seriálu Chirurgové trpí OCD doktorka Miranda Baileyová.
V seriálu Teorie velkého třesku trpí OCD jeden z hlavních hrdinů Sheldon Cooper. V tomto sitcomu jsou projevy jeho poruchy za účelem pobavení diváka přehrány do absurdních situací, např. při klepání na dveře. Kompulzivní poruše je dokonce věnována celá epizoda Alternativa zakončení (6. série, epizoda 21), ve kterém Sheldon nesmí dokončit některé činnosti.